# Lappeenranta vasútállomás
Lappeenranta vasútállomás Finnországban, Lappeenranta településen található.

## Vasútvonalak
Az állomást az alábbi vasútvonalak érintik:
- Kouvola–Joensuu-vasútvonal
- Mustola kikötő vasútvonal

## Kapcsolódó állomások
A vasútállomáshoz az alábbi állomások vannak a legközelebb:
- Lauritsala railway station (Joensuu vasútállomás, Kouvola–Joensuu-vasútvonal)